# Kosmos 985
Kosmos 985, sovjetski vojni navigacijski i komunikacijski satelit iz programa Kosmos. Vrste je Parus.
Lansiran je 17. siječnja 1978. godine u 03:26 s kozmodroma Pljesecka, s mjesta 132/1. Lansiran je u nisku orbitu oko planeta Zemlje raketom nosačem Kosmos-3M 11K65M. Orbita mu je 938 km u perigeju i 1018 km u apogeju. Orbitne inklinacije je 82,94°. Spacetrackov kataloški broj je 10599. COSPARova oznaka je 1978-007A. Zemlju obilazi u 104,64 minute. 
Iz misije su ostala još tri dijela koja su ostala kružiti u niskoj orbiti.

## Vanjske poveznice
- N2YO.com Search Satellite Database (engl.)
- Celes Trak SATCAT Format Documentation (engl.)
- Kunstman  Arhivirana inačica izvorne stranice od 12. kolovoza 2019. (Wayback Machine) Satellites in Orbit (engl.)